# Gauliga Südhannover-Braunschweig
De Gauliga Südhannover-Braunschweig was een van de Gauliga's, die in het leven werd geroepen tijdens de Tweede Wereldoorlog. De Gauliga Niedersachsen werd om oorlogsredenen opgedoekt in 1942 en vervangen door de kleinere Gauliga's Südhannover-Braunschweig, Gauliga Weser-Ems en in 1943 kwam er ook nog eens de Gauliga Osthannover bij. Het derde en laatste seizoen 1944/45 werd voortijdig afgebroken. 

## Kampioenen
- 1943 - Eintracht Braunschweig
- 1944 - Eintracht Braunschweig

1933/34 · 1934/35 · 1935/36 · 1936/37 · 1937/38 · 1938/39 · 1939/40 · 1940/41 · 1941/42

Gauliga Südhannover-Braunschweig: 1942/43 · 1943/44 · 1944/45

Gauliga Weser-Ems: 1942/43 · 1943/44 · 1944/45

Gauliga Osthannover: 1943/44 · 1944/45
Originele Gauliga's: Baden · Bayern · Berlin-Brandenburg · Hessen · Mitte · Mittelrhein · Niederrhein · Niedersachsen · Nordmark · Ostpreußen · Pommern · Sachsen · Schlesien · Südwest-Mainhessen · Westfalen · Württemberg

Gauliga's na 1939: Hamburg · Hessen-Nassau · Köln-Aachen · Kurhessen · Mecklenburg · Moselland · Niederschlesien · Oberschlesien · Osthannover · Schleswig-Holstein · Südhannover-Braunschweig · Weser-Ems · Westmark

Gauliga's in bezette gebieden: Böhmen und Mähren · Danzig-Westpreußen · Elsaß · Generalgouvernement · Sudetenland · Ostmark · Wartheland